# Gudme Herred
Gudme Herred var et herred i Svendborg Amt. Herredet hørte fra 1662 til Nyborg Amt , indtil det ved reformen af 1793 blev en del af Svendborg Amt.
I herredet ligger følgende sogne:
- Brudager Sogn
- Gislev Sogn
- Gudbjerg Sogn
- Gudme Sogn
- Hesselager Sogn
- Langå Sogn
- Oure Sogn
- Ringe Sogn
- Ryslinge Sogn
- Svindinge Sogn
- Vejstrup Sogn
- Øksendrup Sogn